# Cláudia Pascoal
Cláudia Pascoal (ur. 12 października 1994 w Gondomarze) – portugalska piosenkarka.

## Życiorys
W wieku 15 lat zaczęła śpiewać i grać na gitarze. Bez powodzenia brała udział w dwóch edycjach programu Ídolos oraz pierwszej edycji programu Factor X. W 2017 została półfinalistą czwartej edycji programu The Voice Portugal. W 2018 z piosenką „O jardim” zwyciężyła w programie Festival da Canção, dzięki czemu została reprezentantką Portugalii, gospodarza 63. Konkursu Piosenki Eurowizji. 12 maja zajęła ostatnie, 26. miejsce w finale konkursu. W 2023 roku podjęła nieudaną próbę reprezentowania Portugalii w 67. Konkursie Piosenki Eurowizji z piosenką „Nasci Maria”, zajmując w eliminacjach 3. miejsce.